# ویژینا
ویژینا (به لاتین: Vižina) یک منطقهٔ مسکونی در جمهوری چک است که در شهرستان برون واقع شده‌است.